# Cúp quốc gia Wales 1964–65
Cúp quốc gia Wales FAW 1964–65 là mùa giải thứ 78 của giải đấu bóng đá loại trực tiếp hàng năm dành cho các đội bóng ở Wales.

## Từ viết tắt
Tên giải đấu nằm sau tên các câu lạc bộ.
- CCL - Cheshire County League
- FL D2 - Football League Second Division
- FL D3 - Football League Third Division
- FL D4 - Football League Fourth Division
- SFL - Southern Football League
- WLN - Welsh League North

## Vòng Năm
Vòng này có sự tham gia của 10 đội thắng ở vòng Bốn và 6 đội mới.
| Số thứ tự trận | Đội nhà           | Tỉ số | Đội khách         |
| -------------- | ----------------- | ----- | ----------------- |
| 1              | Chester (FL D4)   | 1–1   | Bangor City (CCL) |
| đá lại         | Bangor City (CCL) | 0–4   | Chester (FL D4)   |

## Vòng Sáu
| Số thứ tự trận | Đội nhà              | Tỉ số | Đội khách            |
| -------------- | -------------------- | ----- | -------------------- |
| 1              | Chester (FL D4)      | 0–0   | Borough United (WLN) |
| đá lại         | Borough United (WLN) | 2–2   | Chester (FL D4)      |
| đá lại         | Chester (FL D4)      | 3–0   | Borough United (WLN) |

## Bán kết
Cardiff City và Swansea Town thi đấu ở Newport.
| Số thứ tự trận | Đội nhà              | Tỉ số | Đội khách            |
| -------------- | -------------------- | ----- | -------------------- |
| 1              | Cardiff City (FL D2) | 1–0   | Swansea Town (FL D2) |
| 2              | Wrexham (FL D4)      | 3–1   | Chester (FL D4)      |

## Chung kết
Trận đá lại diễn ra tại Shrewsbury.
| Số thứ tự trận | Đội nhà              | Tỉ số | Đội khách            |
| -------------- | -------------------- | ----- | -------------------- |
| 1              | Cardiff City (FL D2) | 5–1   | Wrexham (FL D4)      |
| 1              | Wrexham (FL D4)      | 1–0   | Cardiff City (FL D2) |
| đá lại         | Cardiff City (FL D2) | 3–0   | Wrexham (FL D4)      |